# Bob Wilson (Fußballspieler, 1941)
Robert Primrose „Bob“ Wilson, OBE (* 30. Oktober 1941 in Chesterfield) ist ein ehemaliger schottischer Fußballtorhüter. Nach Anfängen als Amateurspieler nutzte der ausgebildete Lehrer beim FC Arsenal zum Ende der 1960er-Jahre seine plötzlichen Chancen. Dabei gewann er 1970 den Messepokal und im Jahr darauf das „Double“ aus englischer Meisterschaft und FA Cup. Später arbeitete er fast drei Jahrzehnte als Arsenals Torwarttrainer und dazu als Moderator für die Rundfunksender BBC und ITV in diversen Formaten der Fußballberichterstattung.

## Sportlicher Werdegang

### Spielerlaufbahn
Wilson war bereits in jungen Jahren ein vielversprechendes Torwarttalent und nach guten Leistungen in der heimischen Chesterfield Grammar School kam er schnell in Auswahlteams zum Einsatz. Dazu zählte die englische Schülernationalmannschaft, in der er an der Seite von Spielern wie dem späteren Weltmeister Nobby Stiles agierte. Dass er dessen ungeachtet nicht frühzeitig den Weg in den Profifußball anvisierte, war den Bedenken seines Vaters geschuldet. Dieser stand einer Fußballerkarriere seines Sohnes ablehnend gegenüber und bestand darauf, dass dieser das Loughborough College besuchte. So ließ sich Wilson als Lehrer für Sport und Geschichte ausbilden und parallel verdingte er sich als Amateursportler. Den eigenen Traum der Profilaufbahn hatte er jedoch nicht aufgegeben und über die Reservemannschaft der Wolverhampton Wanderers wechselte er im August 1963 zum FC Arsenal nach London.
Die neuen Mannschaftskameraden nahmen den Neuling mit seinem Düffelmantel und dem Collegeschal zunächst skeptisch auf und die Anfangszeit gestaltete sich darüber hinaus schwierig, da Wilson, der den ungewöhnlichen Mittelnamen „Primrose“ (deutsch: Primel) von seiner Mutter geerbt hatte (eine schottische Tradition sieht die Übernahme des Mädchennamens der Mutter vor), parallel an der Rutherford School in Paddington unterrichtete. Trotzdem absolvierte er in seiner ersten Saison 1963/64 acht Pflichtspiele für die erste Mannschaft und nach Beendigung seiner Ausbildung unterzeichnete er im August 1964 einen Profivertrag. Die fällige Ablösesumme von über 3.000 Pfund war Arsenals erste Transferzahlung für einen Amateur. In den folgenden knapp vier Jahren blieb seine Rolle zumeist auf die des Ersatzmanns hinter Jim Furnell beschränkt und nach zahlreichen Einsätzen im Reserveteam kam im März 1968 die Chance, auf die er lange gewartet hatte. Furnells Fehler im FA Cup gegen Birmingham City, der mitverantwortlich für das Ausscheiden war, veranlasste Trainer Bertie Mee zu einem Wechsel auf der Torhüterposition. Furnell sollte anschließend nie wieder für Arsenal spielen und Wilson, der sich über die Jahre stetig verbessert hatte, übernahm fortan das Trikot mit der „Nummer 1“.
Wilson erarbeitete sich schnell den Ruf, besonders mutig und draufgängerisch zu spielen, da er häufig mit einer ihm eigenen Technik bei Paraden tief auf den Boden abtauchte und sich gegnerischen Tritten ohne Rücksicht auf die eigene Gesundheit aussetzte. In der Saison 1968/69 verpasste er keines von 42 Ligaspielen und den ersten möglichen Titel knapp aufgrund einer 1:3-Finalniederlage (nach Verlängerung) gegen Swindon Town im Ligapokal. Obwohl er sich in der folgenden Spielzeit 1969/70 den Arm brach, kämpfte er sich zurück in Arsenals Startformation und im April 1970 errang er nach einem Endspielsieg gegen den RSC Anderlecht (1:3, 3:0) den Messepokal. In der „Double-Saison 1971/72“, als Arsenal gleichsam die englische Meisterschaft und den FA Cup gewann, war Wilson „dauerpräsent“ und zur weiteren Belohnung kam er im Herbst 1971 unter Tommy Docherty gegen Portugal (2:1) und die Niederlande (1:2) zu den ersten (und einzigen) zwei A-Länderspielen für Schottland. Dabei hatte er von einer Regeländerung profitiert, die es Spielern ab 1970 erlaubte, für die schottische Heimat eines Elternteils auflaufen zu dürfen, insofern nicht zuvor bereits ein Länderspiel für England absolviert worden war. Dochertys Nachfolger Willie Ormond vertraute jedoch in der Folgezeit auf den in Schottland geborenen Bobby Clark vom FC Aberdeen.
Im weiteren Verlauf der ersten Hälfte der 1970er-Jahre blieb Wilson zunächst Arsenals Stammkeeper, aber eine Verletzung aus dem 1972er FA-Cup-Halbfinale gegen Stoke City sorgte dafür, dass er im verlorenen Endspiel gegen Leeds United (0:1) aussetzen musste. Geoff Barnett vertrat ihn für einige Zeit, bevor Wilson seinen Platz nach der Genesung zurück errang. Die zahlreichen Verletzungen hatten jedoch ihren Tribut gefordert und im Mai 1974 verkündete er im Alter von nur 32 Jahren seinen Rücktritt als aktiver Spieler.

### Spätere Aktivitäten
Seine neue Rolle fand er in den folgenden 28 Jahren als Torwarttrainer. Diese Funktion war zuvor im englischen Fußball faktisch nicht existent gewesen und Wilson hatte sich das Konzept von der brasilianischen Nationalmannschaft bei der WM 1970 in Mexiko abgeschaut. Unter seiner Regie arbeiteten bis 2003 die späteren Arsenal-Torhüter Pat Jennings, John Lukic und David Seaman. Höhepunkte waren die beiden weiteren „Doubles“ in den Jahren 1998 und 2002 und nur Pat Rice war neben Wilson ebenfalls an insgesamt drei Arsenal-Doubles beteiligt.
Nach ersten Rundfunkerfahrungen im Rahmen der Berichterstattung der WM 1970 für die BBC war er zwischen 1974 und 1994 für denselben Sender als Gastgeber der Sendung Football Focus aktiv. Bis 2002 arbeitete er anschließend für ITV und neben seiner Stellung als „Anchorman“ bei der Euro 1996 und der WM 1998 präsentierte er bis 1999 Partien der Champions League.
Im Jahr 1999 gründete Wilson die Wohltätigkeitsorganisation Willow Foundation, nachdem im Jahr zuvor seine an einem Nervenscheidentumor erkrankte Tochter verstorben war. Sechs Jahre später gelang es ihm, dass die zunächst nur in Hertfordshire operierende Organisation landesweit ihre Arbeit aufnehmen konnte. Für seine diesbezügliche Verdienste wurde Wilson 2007 von der britischen Königin mit dem Order of the British Empire ausgezeichnet.

## Erfolge
- Englische Meisterschaft (1): 1971
- Englischer Pokal (1): 1971
- Messepokal (1): 1970